# Маркус Шенкенберг
Маркус Лодевик Шенкенберг ван Мироп (на шведски: Marcus Lodewijk Schenkenberg van Mierop, известен като Маркус Шенкенберг) е шведски актьор, фотомодел и шоумен.

## Биография
Шенкенберг се ражда в Стокхолм на 4 август 1968 година в холандско семейство. Кариерата му в като модел започва през 1989 година, когато е открит от фотографа Бари Кинг на один плаж в Лос-Анджелис. Маркус става известен най-вече заради реклама на Calvin Klein, Versace и Iceberg. ТОй сътрудничи с агенствата за модели Storm Model Management в Лондон, Wilhelmina Models, Ford Models в Ню Йорк и Success Models в Париж.
От средата на 1990-те години започва да се появява в киното в различни филми, като „Кюфтета и макарони“ (1988), „Принц Валиант“ (1997), „Заложник“ (1999)) и няколко други. На телевизионния екран се появява в сериалите „В.И.П.“ (2001), „Докато свят светува“ (2000) и „Блондинка в книжарницата“ (2005). Става водещ на футболна програма в италианска телевизия.
Маркус е член на организацията Хора за етично отношение с животните. Там се запознава с Памела Андерсън, с която имал дълго време „роман“.
Сотрудничи на компанията „LR health & beauty system“, пускайки своя линия парфюм и продукт за грижа на тялото.